# Datenträger
Der Datenträger (englisch data medium oder data storage) ist ein transportables Medium zur Speicherung von Daten oder Informationen.

## Allgemeines
Der Begriff des Datenträgers entstand erst im Zeitalter der Informationstechnologie, deren Aufgabe auch darin bestand, digitale Daten zu erfassen, zu speichern und wiederzugeben. Es gab jedoch bereits zuvor (analoge) Datenträger wie die Schallplatte oder das Tonband, doch wurden sie früher nicht Datenträger genannt, weil es diesen Begriff noch nicht gab. In der Retrospektive werden sie aus heutiger Sicht allgemein als Datenträger bezeichnet, zumal sie alle Begriffsmerkmale erfüllen.
Gespeichert werden analoge oder digitale Daten, für die es unterschiedliche Datenträger gibt. Häufig wird der Begriff des Datenträgers jedoch in der Informationstechnik benutzt, wo ausschließlich digitale Daten zu speichern sind. Datenträger sind „alle Medien, auf denen Daten zum Zwecke der Verarbeitung in einer durch maschinelle Hilfsmittel lesbaren und ausdeutbaren Form niedergelegt werden können“ (DIN 44300; jetzt: ISO/IEC 2382). Datenträger dienen zur Speicherung, Bereitstellung und zum Abruf (auf Wiedergabegeräten) von digitalen Daten und sind Gegenstand des Datenträgeraustauschs und der Datenträgerversicherung. Analoge Datenträger sind im Sinne der digitalen Datenverarbeitung Klarschriftdatenträger, die in maschinenlesbare Datenträger umgewandelt werden können.

## Arten
Allgemein ist zu unterscheiden zwischen analogen und digitalen Datenträgern:
- Analoge Datenträger: Der „klassische“ Datenträger schlechthin ist Papier.[4] Dazu gehören Schriftstücke jeder Art (insbesondere Aktenvermerke, Briefe wie Geschäftsbriefe), Buchungsbelege, Bücher, Folien, Formulare, Notizen, Urkunden oder Vordrucke). Ferner gibt es Dias, Filmrollen, Fotos, Gemälde, Magnetbänder, Karteien, Mikrofilme, Musikkassetten, Schallplatten, Tonbänder, Zeichnungen (wie Bauzeichnungen oder Kunstzeichnungen) oder Zeitungen.
- Digitale Datenträger: CDs, Computerspiele, Disketten, DVD, Festplatten, SD-Karten, Speicherkarten, USB-Massenspeicher oder Videokassetten.

Analoge Datenträger können transiente Daten (flüchtige, nicht dauerhaft lesbar) enthalten, die im Falle maschinenlesbarer Daten durch Digitalisierung jedoch zu persistenten Daten (dauerhaften) werden.
Belege sind jede Art von Datenträger, die schriftliche und/oder grafische Nachrichten oder Zeichen aufnehmen, mit Ausnahme der in der Datenverarbeitung verwendeten Datenträger.

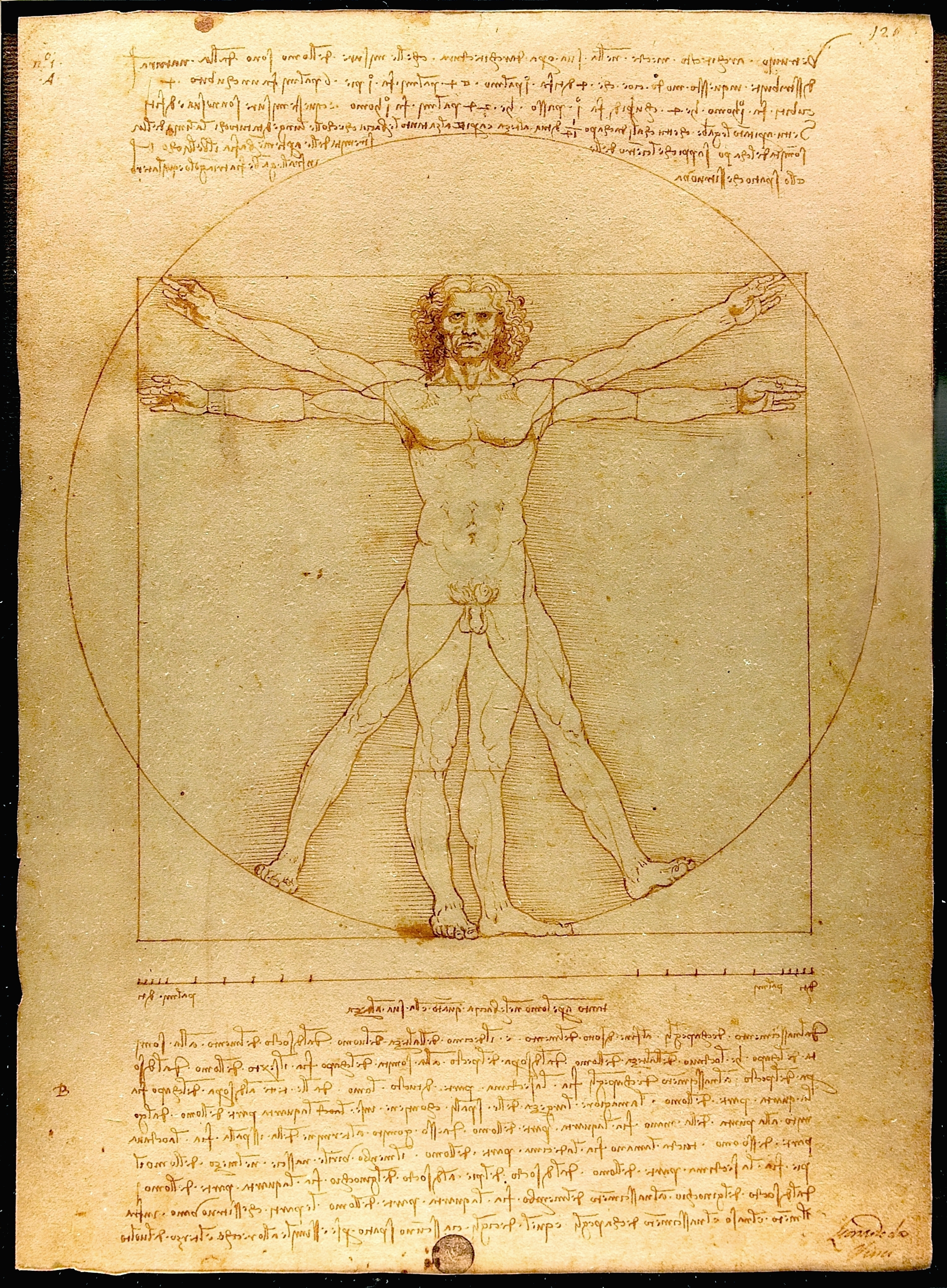
Papier – Leonardo da Vinci, Federzeichnung Vitruvianischer Mensch (1509)
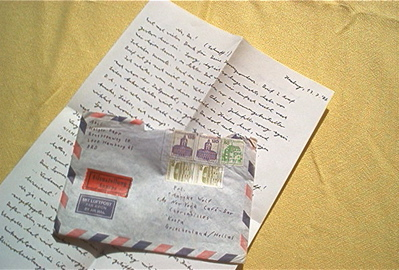
Papier – Privatbrief
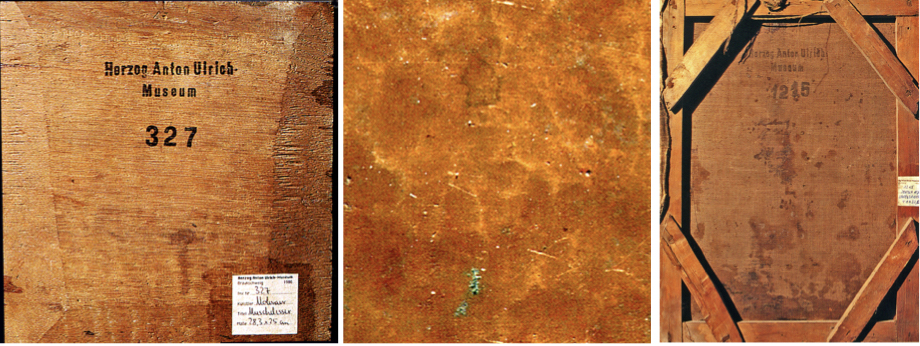
Klassische Bildträger – Holztafel, Kupfertafel (Detail) und Leinwand in der europäischen Tafelmalerei
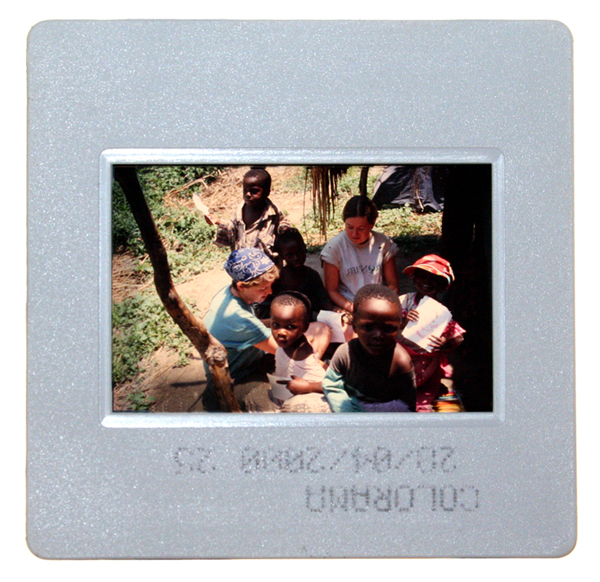
Bildträger – Gerahmtes Einzeldia
Klassischer Tonträger – Single (1962)
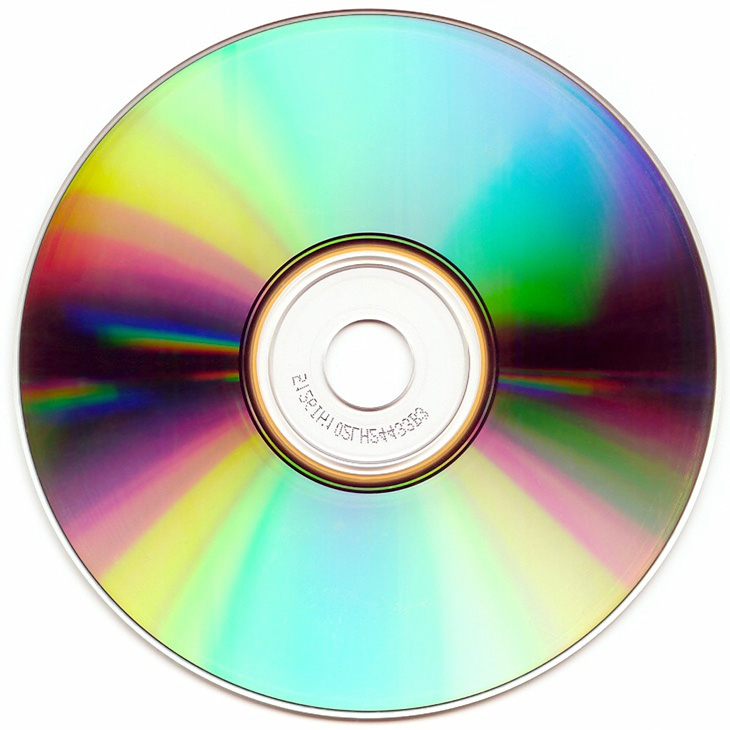
Tonträger, oder Datenträger – Compact Disk  (Rückseite)
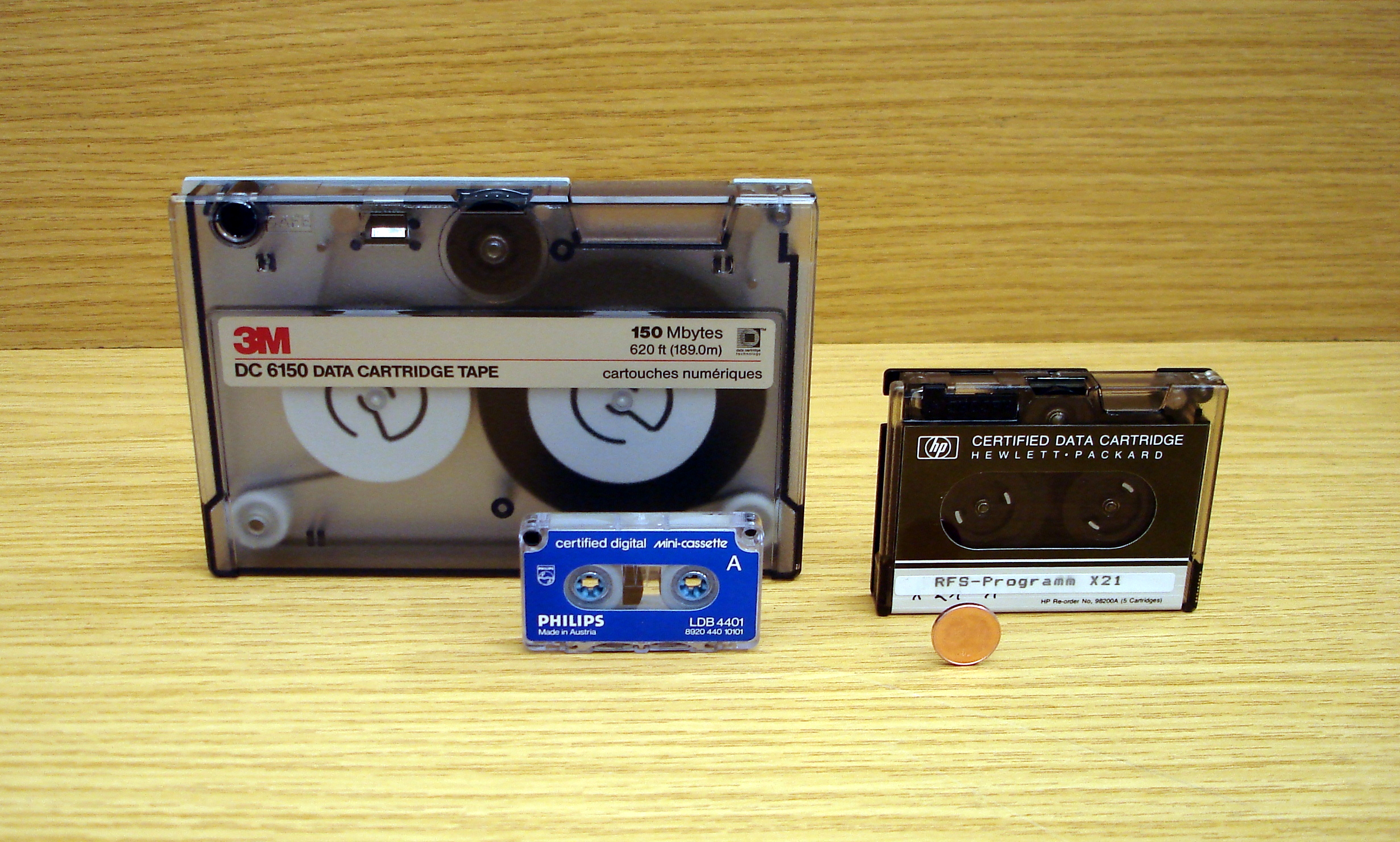
Verschiedene professionelle Datenkassetten

Digitale Datenträger können auch nach ihrer Sortierfähigkeit eingeteilt werden:
- Sortierfähige Datenträger: Lochkarten, Klarschrift- oder Magnetschriftbelege, Speicherkarten und Magnetkontenkarten;
- nicht sortierfähige Datenträger: Lochstreifen, Magnetbänder, Magnetplatten, Magnetkarten.

Die Auswahl des richtigen Datenträgers richtet sich nach der zu speichernden Datenmenge, der Eingabegeschwindigkeit, dem Platzbedarf bei der Archivierung, der Wiederverwendbarkeit des Datenträgers sowie den Kosten des Datenträgers und seines Datenerfassungsgerätes.
Unterschieden wird zudem zwischen Permanentspeichermedien zur dauerhaften (persistenten) Speicherung von Informationen und flüchtigen (transiente) Speichermedien, deren Informationen verloren gehen, wenn sie nicht aufgefrischt werden, sie nicht licht- oder witterungsbeständig sind oder wenn der Strom abgeschaltet wird.
Eine weitere Unterscheidung gibt es für interne Datenträger innerhalb eines Computers wie beispielsweise Festplatten und externe Datenträger, die vom Computer gelesen werden müssen.
Spezifische Datenträger sind die Bildträger und Tonträger:
- Bildträger dienen zur Speicherung und Übertragung von Bildern, Lichtbildern, Filmen oder Videosignalen.
- Tonträger dienen zur Speicherung und Übertragung von Musik, Sprache und Geräuschen.

Heute verwendete Bild- und Tonträger werden wie folgt unterteilt:
| Analog/digital | Bildträger | Tonträger                                                            |
| -------------- | --- | -------------------------------------------------------------------- |
| analog         | Bildplatten, Diapositive, Filme (Filmrolle, Mikrofilm, Stummfilm, Tonfilm), Filmstreifen (Mikroform, fotografischer Film), Fotos, Gemälde, Magnetaufzeichnung, Videokassetten, Zeichnungen | Musikkassetten, Schallplatten (Singles, Langspielplatten), Tonbänder |
| digital        | Blu-ray Disc, CD-ROM, Chipkarten, DVD | Chipkarten, Compact Disks, Festplatten, MiniDiscs, SD-Karten         |

Tonfilme gehören zu den Bildträgern, weil die optischen Merkmale überwiegen.
Nichttechnische historische Datenträger
Der Mensch kann Informationen oder Nachrichten von Hand auf oder mit Hilfe eines Trägermaterials speichern. Sie sind daher ohne technische Vermittlung direkt wieder lesbar. Die Speicherung erfolgt ohne technische Vermittlung, abgesehen von einfachen Hilfsmitteln zum Führen mit der Hand wie Schreibgerät, Meißel oder Pinsel. Alle festen Materialien können Träger von Zeichen, Schriften und Bildern sein, insbesondere:
- Kerbholz,
- Rollen aus Papyrus und Pergament,
- Tafeln aus Ton, Holz, Wachs, Stein (oft Schiefer),
- Stoffe und Webwaren (Bilder, Knotenschrift des Quipu).

Berühmte historische Beispiele sind: Teppich von Bayeux, Höhlenmalerei, Bilderschrift (wie Quipu), Abydos-Hieroglyphen und Schriftrollen vom Toten Meer. Ein berühmter historischer Datenträger waren die Zehn Gebote auf zwei steinernen und beidseitig beschriebenen Tafeln, die Gott dem Mose auf dem Berg Sinai übergeben hat (Ex 32,15–19 ).

## Prozesse
Datenträger entstehen durch Datenerfassung (Schreiben auf Papier, Malen oder Zeichnen oder Eingabe in den Computer), können auf dem Trägermedium gespeichert werden (Datenspeicherung) und können vom Absender zum Empfänger durch Datenfernübertragung transportiert werden. Daten müssen am Ort des Datenanfalls erzeugbar oder beschreibbar und am Ort der Datenverarbeitung lesbar sein. Daraus folgt, dass es einerseits Geräte geben muss, welche die Datenträger beschreiben (Schreibgeräte auf Papier, Belegleser für digitale Bearbeitung) und andererseits Wiedergabegeräte, die diese Daten lesen (unter anderem Personal Computer) können. Dabei müssen beide Seiten dasselbe Kodierungsschema verwenden (Texterkennung).

## Rechtsfragen
Der Begriff des Datenträgers ist auch ein Rechtsbegriff. Nach § 126b Abs. 2 BGB ist der dauerhafte Datenträger jedes Medium, das es dem Empfänger ermöglicht, eine auf dem Datenträger befindliche, an ihn persönlich gerichtete Erklärung so aufzubewahren oder zu speichern, dass sie ihm während eines für ihren Zweck angemessenen Zeitraums zugänglich ist, und geeignet ist, die Erklärung unverändert wiederzugeben. Andere Gesetze greifen den Begriff ebenfalls auf, wenn es um die Aufbewahrungspflicht oder Speicherung von Daten jeder Art geht. Das Handelsgesetzbuch (HGB) räumt ausdrücklich die Möglichkeit ein, die Buchführung über Datenträger („Speicherbuchführung“) vorzunehmen (§ 239 Abs. 4 HGB).
Strafrechtlich werden Bild- und Tonträger zusammengefasst (§ 11 Abs. 3 StGB) „unter Berücksichtigung der neueren technischen Entwicklung“. Auch § 16 Abs. 2 UrhG fasst die beiden Datenträger zusammen.

## Abgrenzung
Datenspeicher und Datenträger werden manchmal als Synonyme angesehen, beide sind jedoch voneinander zu unterscheiden. Der Datenspeicher (englisch data memory) ist ein Element der Zentraleinheit eines Computers, das aus einer Vielzahl von Speicherzellen besteht und Arbeitsspeicher, Schnellspeicher und Register umfasst. Zur Unterscheidung von den in Computern eingebauten Festplatten werden die transportablen Datenträger auch Wechseldatenträger genannt.